# Србија на Летњој универзијади 2011.
Србији је ово било треће учествовање на Летњој унивезијади под овим именом. На Летњој универзијади 2011. одржаној у Шенџену, Кина, од 12. до 23. августа Србију је представљало 40 спортиста (33 мушкараца и 7 жена), који су се такмичили у 7 спортова.
На свечаној церемонији отварања Летње универзијаде 2011, заставу Србије носио је кошаркаш Владимир Штимац. 
Спортисти Србије су на овој Универзијади у укупном пласману поделили 26 место са Португалијом, са освојене 4 медаље од којих 2 златне и 2 сребрне.
| Летња универзијада 2011. |   |   |   | Укупно |
| Србија                   | 2 | 2 | 0 | 4      |

## Учешће спортиста Србије по дисциплинама
| Спорт      | Мушкарци | Жене | Укупно |
| ---------- | -------- | ---- | ------ |
| Атлетика   | 1        | 1    | 2      |
| Ватерполо  | 13       | 0    | 13     |
| Кошарка    | 12       | 0    | 12     |
| Стрељаштво | 3        | 3    | 6      |
| Теквондо   | 2        | 0    | 2      |
| Џудо       | 1        | 1    | 2      |
| Шах        | 1        | 2    | 3      |
| Укупно(7)  | 33       | 7    | 40     |

## Освајачи медаља

### Злато
- Студентска кошаркашка репрезентација Србије — Младен Јеремић, Марко Љубичић, Стефан Живановић, Сава Лешић, Милош Димић, Стефан Бирчевић, Душко Бунић, Владимир Лучић, Лука Дрча, Никола Цветиновић, Никола Драговић, Владимир Штимац
- Студентска ватерполо репрезентација Србије — Бранислав Митровић, Лука Шапоњић, Марко Матовић, Срђан Вуксановић, Милош Миличић, Борис Вапенски, Страхиња Рашовић, Никола Дедовић, Немања Убовић, Марко Петковић, Петар Филиповић, Алекса Шапоњић

### Сребро
- Зорана Аруновић - стрељаштво, 25 м пиштољ
- Дамир Микец - стрељаштво, 50 м пиштољ

## Резултати по дисциплинама

### Атлетика

#### Мушкарци
| Атлетичар Лични рекорд | Дисциплина    | Група    | Група | Полуфинале | Полуфинале | Финале   | Финале | Детаљи |
| Атлетичар Лични рекорд | Дисциплина    | Резултат | Место | Резултат   | Место      | Резултат | Место  | Детаљи |
| ---------------------- | ------------- | -------- | ----- | ---------- | ---------- | -------- | ------ | ------ |
| Емир Бекрић 49,61 НР   | 400 м препоне | 51,46    | 11 КВ | 49,55 НР   | 2 КВ       | 50,20    | 6/ 33  |        |

| Атлетичар Лични рекорд | Дисциплина    | Група    | Група  | Полуфинале        | Полуфинале        | Финале            | Финале            | Детаљи         |
| Атлетичар Лични рекорд | Дисциплина    | Резултат | Место  | Резултат          | Место             | Резултат          | Место             | Детаљи         |
| ---------------------- | ------------- | -------- | ------ | ----------------- | ----------------- | ----------------- | ----------------- | -------------- |
| Мила Андрић 57,55 НР   | 400 м препоне | 1:10,50  | 20 /25 | Није се пласирала | Није се пласирала | Није се пласирала | Није се пласирала | [ мртва веза ] |

## Кошарка

### Састав репрезентације на Летњој универзијади 2011
| Број | Позиција      | Играч                 | Тренутни клуб              | Датум рођења       | Висина |
| ---- | ------------- | --------------------- | -------------------------- | ------------------ | ------ |
| 4    | бек           | Младен Јеремић        | КК Хемофарм                | 9. јануар 1989.    | 187    |
| 5    | плеј          | Марко Љубичић         | КК Икарос                  | 23. јул 1987.      | 199    |
| 6    | крило         | Стефан Живановић      | КК ФМП                     | 19. фебруар 1989.  | 199    |
| 7    | крилни центар | Сава Лешић            | КК Црвена звезда           | 23. фебруар 1988.  | 204    |
| 8    | бек           | Милош Димић           | КК ФМП                     | 17. октобар 1989.  | 199    |
| 9    | крилни центар | Стефан Бирчевић       | КК Раднички Крагујевац     | 13. децембар 1989. | 200    |
| 10   | центар        | Душко Бунић           | КК Металац                 | 2. децембар1989.   | 209    |
| 11   | крило         | Владимир Лучић        | КК Партизан                | 17. јун 1989.      | 209    |
| 12   | плеј          | Лука Дрча             | КК Црвена звезда           | 26. август 1987.   | 195    |
| 13   | крило         | Никола Цветиновић     | Универзитет Акрон          | 19. децембар 1988. | 203    |
| 14   | крилни центар | Никола Драговић (кап) | КК Спартак Санкт Петербург | 20. децембар 1987. | 201    |
| 15   | центар        | Владимир Штимац       | КК Олин Једрене            | 25. август 1987.   | 210    |
|      | селектор      | Лука Павићевић        |                            |                    |        |

### Група Б
| Датум Време      | Противник  | Резултат                            | Постигли кошеве за Србију                                                                                                | Детаљи         |
| ---------------- | ---------- | ----------------------------------- | --- | -------------- |
| 13. август 10,00 | Аустралија | 72 : 67 (16:7, 15:14, 18:20, 23:26) | Штимац и Љубичић по 17, Јеремић 13, Луцић 9 Живановић, Димић, Брчевић и Дрча по 3, Луцић и Драговић по 2                 | [ мртва веза ] |
| 14. август 20,30 | Канада     | 67 : 70 (23:22, 20:14, 8:19, 16:15) | Лучић 25, Јеремић 12, Драговић 11, Штимац 7 Љубичић 6, Живановић 4 и Бунић 2                                             |                |
| 16. август 12,30 | Турска     | 84 : 36 (26:8, 19:6, 18:15, 21:7)   | Бирчевић 16, Јеремић и Драговић по 14, Луцић 10 Љубичић 6, Живановић и Бунић по 5, Штимац 4, Дрча и Цветиновић по 2      |                |
| 17. август 20,30 | Хонгконг   | 102 : 46 (25:10, 20:5, 27:22, 30:8) | Живановић 14, Љубичић и Штимац по 13, Димић 11, Јеремић 10, Дрча и Цветиновић по 9 Драговић 8, Лучић и Лесић 7 и Бунић 1 |                |

### Табела
| Табела групе Б | ИГ | Д | И | П+  | П-  | Разл. | Бод. |
| -------------- | -- | - | - | --- | --- | ----- | ---- |
| Канада         | 4  | 3 | 1 | 299 | 255 | +44   | 7    |
| Србија         | 4  | 3 | 1 | 325 | 219 | +106  | 7    |
| Турска         | 4  | 2 | 2 | 277 | 300 | -23   | 6    |
| Аустралија     | 4  | 2 | 2 | 307 | 266 | +41   | 6    |
| Хонгконг       | 4  | 0 | 4 | 204 | 372 | -178  | 4    |

| Датум Време      | Противник    | Резултат                              | Стрелци за Србију                                                                                            | Детаљи       |
| Четвртфинале     | Четвртфинале | Четвртфинале                          | Четвртфинале                                                                                                 | Четвртфинале |
| ---------------- | ------------ | ------------------------------------- | --- | ------------ |
| 20. август 20,30 | Немачка      | 77 : 55 (12:20, 23:–13, 22:10, 20:12) | Драговић 20, Лучић 15, Јеремић 14, Динић 1, Бирчевић 7 Штимац и Љубичић по 3, Бунић и Цветиновић по 2        |              |
| Полуфинале       |              |                                       | |              |
| 21. август 15,30 | Русија       | 81 : 61 (23:18, 22:8, 19:19, 17:16)   | Лучић 18, Јеремић и Димић по 12, Бирчевић и Штимац по 11 Драговић 6, Дрча 5, Љубичић, Живановић и Бунић по 2 |              |
| Финале           |              |                                       | |              |
| 22. август 21,30 | Канада       | 68 : 55 (17:19, 15:15, 17:6, 19:15)   | Јеремић 17, Лућић 11, Љубичић 9, Бирчевић и Драговић по 8 Штимац 6, Бунић 5 Димић и Дрча по 2                |              |

## Стрељаштво
Србију је у стрељаштву представљало 6 такмичара 3 мушкарца и три жене.
Мушкарци
| Такмичар        | Дисциплина | Квалификације | Квалификације | Финале   | Финале | Пласман |
| Такмичар        | Дисциплина | Резултат      | Пласаман      | Резултат | Укупно | Пласман |
| --------------- | ---------- | ------------- | ------------- | -------- | ------ | ------- |
| Дамир Микец     |            |               |               |          |        |         |
| Димитрије Гргић |            |               |               |          |        |         |
| Миленко Себић   |            |               |               |          |        |         |

 Жене
| Такмичарка        | Дисциплина | Квалификације | Квалификације | Финале   | Финале | Пласман |
| Такмичарка        | Дисциплина | Резултат      | Пласаман      | Резултат | Укупно | Пласман |
| ----------------- | ---------- | ------------- | ------------- | -------- | ------ | ------- |
| Зорана Аруновић   |            |               |               |          |        |         |
| Бобана Величковић |            |               |               |          |        |         |
| Андера Арсовић    |            |               |               |          |        |         |